# Fritz Ferdinand Ståhl
Fritz Ferdinand Ståhl, född 6 oktober 1884 i Katarina församling, Stockholm, död 1963 i Winnipeg, var en byggnadsarbetare och en av de tre så kallade Sandömännen under Sandökravallerna 1907. De andra var Albert Sundin och brodern Henning Ståhl. Sandökravallerna gjorde att Ådalen första gången nämndes i rikspressen som "det röda Ådalen". Ståhl fick åtta års straffarbete, förkortat till fem och ett halvt års fängelse för Sandöhändelsen och uppträdde senare som agitator under hungermarschen 1917 och även som en initiativtagare till fritagningsförsöket av Amaltheamannen Anton Nilson vid Härnösands fängelse under samma tid. 1923 emigrerade Ståhl till Kanada.